# ジョン・ファウラー (市長)
ジョン・ウィリアム・ファウラー（John William Fowler、1954年7月16日 - ）は、オーストラリアの高校教師、シティ・オブ・サウス・シドニーの元市長。

## 生い立ち
ファウラーは、シドニーに生まれ、1968年から1971年までニューイントン・カレッジに学んだ。

## シティ・オブ・サウス・シドニー
ファウラーは、1989年からシティ・オブ・サウス・シドニーの無所属の市議となり、2000年には同市では最初の労働党所属ではない市長となった。彼は、同市がシティ・オブ・シドニーに合併されるまで市長の座にあった。彼はシドニーにおいて最初にゲイであることを公言した市長であった。